# 천망
《천망》은 1984년 2월 18일에 방영된 TV문학관이다.

## 줄거리
서울의 한 대폿집에서 현대를 사는 세 남성 지식인들(이대로, 박용식, 맹호림)이 지옥이 있는지 없는지를 두고 논쟁을 벌이고 있다. 그 때 옆 좌석에 있던 한 남성(박상규)이 논쟁에 끼어들어 지옥은 존재한다고 주장하면서 그 이유를 들려준다. 남성에 따르면 옛날 만석꾼인 성 참봉(김순철)은 많은 소작인을 거느린 자린고비로 하인들에게 가혹하기로 악명이 높았는데...

## 출연
- 김순철
- 안대용
- 여운계
- 박상규
- 박영목
- 조은덕
- 임혁주
- 김희진
- 이대로
- 맹호림
- 박용식
- 곽경환
- 김종구
- 남성식
- 박현정
- 유순철
- 공경구
- 황민
- 박상만
- 민병이
- 장희진
- 방도희
- 손해경